# Henri Wijnoldy-Daniëls
Henri Jacob Marie Wijnoldy-Daniëls (Sliedrecht, 26 de noviembre de 1889-Cabourg, 20 de agosto de 1932) fue un deportista neerlandés que compitió en esgrima, especialista en las modalidades de espada y sable.
Participó en tres Juegos Olímpicos de Verano entre los años 1920 y 1928, obteniendo dos medallas, bronce en Amberes 1920 y bronce en París 1924. Ganó dos medallas de bronce en el Campeonato Mundial de Esgrima, en los años 1921 y 1923.

## Palmarés internacional
| Juegos Olímpicos   | Juegos Olímpicos       | Juegos Olímpicos  | Juegos Olímpicos  |
| Año                | Lugar                  | Medalla           | Prueba            |
| ------------------ | ---------------------- | ----------------- | ----------------- |
| 1920               | Amberes (Bélgica)      | Medalla de bronce | Sable por equipos |
| 1924               | París (Francia)        | Medalla de bronce | Sable por equipos |
| Campeonato Mundial |                        |                   |                   |
| Año                | Lugar                  | Medalla           | Prueba            |
| 1921               | París (Francia)        | Medalla de bronce | Espada individual |
| 1923               | La Haya (Países Bajos) | Medalla de bronce | Sable individual  |